# Bismarckturm (Lützschena-Stahmeln)
Der Bismarckturm bei Lützschena-Stahmeln ist ein Aussichtsturm auf der Gemarkung des an der Grenze von Leipzig gelegenen, zum  Stadtteil Lützschena-Stahmeln gehörenden Hänichen. Er steht auf 130 m ü. NHN und bildet mit einer Höhe von 30,75 m den höchsten Aussichtspunkt im Norden von Leipzig. Er ist einer von etwa 240 Bismarcktürmen, die nach dem Rücktritt des Reichskanzlers Otto von Bismarck, also nach 1890 entstanden. Um die Jahrhundertwende wurde er in den deutschen Gebieten so stark verehrt, dass in dieser Zeit eine große Zahl an Bismarckdenkmälern und Bismarcktürmen errichtet wurden.

## Architektur
Der Turm wurde aus der Umgebung entnommenem und aus zu Beton verarbeitetem Sand und Kies errichtet. Die Ansichtsflächen wurden mit einer besonderen Betonvorsatzmasse aus fein gesiebtem Naunhofer Sand und die Innenornamente, die Freitreppe sowie das Portal mit einer künstlichen Muschelkalkstein-Mischung versehen.
Der Bismarckturm besteht aus drei aufeinanderstehenden, sich nach oben hin verjüngenden Schäften:
1. Der zum Teil in den Berg hineinragende Unterschaft ist von quadratischer Grundrissform (11,40 m × 11,40 m) und von 10,20 m Höhe (von der Oberfläche des gewachsenen Bodens bis zur Hügeloberfläche gemessen).
2. Der 12,45 m hohe Mittelschaft ist ebenfalls von quadratischer Grundrissform (Seitenlänge 8,70 m), jedoch mit stark abgerundeten Ecken.
3. Der Oberschaft verjüngt sich auf 5,70 m äußere Seitenlänge mit ebenfalls stark abgerundeten Ecken und besitzt eine Höhe von 8,10 m bis zur Oberkante der einen Durchmesser von 2 m aufweisenden Feuerschale.

Vor dem Turmeingang liegt ein 5 m breiter und etwa 30 m langer Vorplatz, von dem aus eine 7,65 m breite Freitreppe mit acht Stufen zum Turm führt. Links und rechts der Freitreppe wird der Vorplatz durch eine in Vorsatzmaterial hergestellte Brüstung zwischen zehn Postamenten begrenzt, die von zehn 1 m im Durchmesser großen Betonkugeln bekrönt sind.

## Geschichte

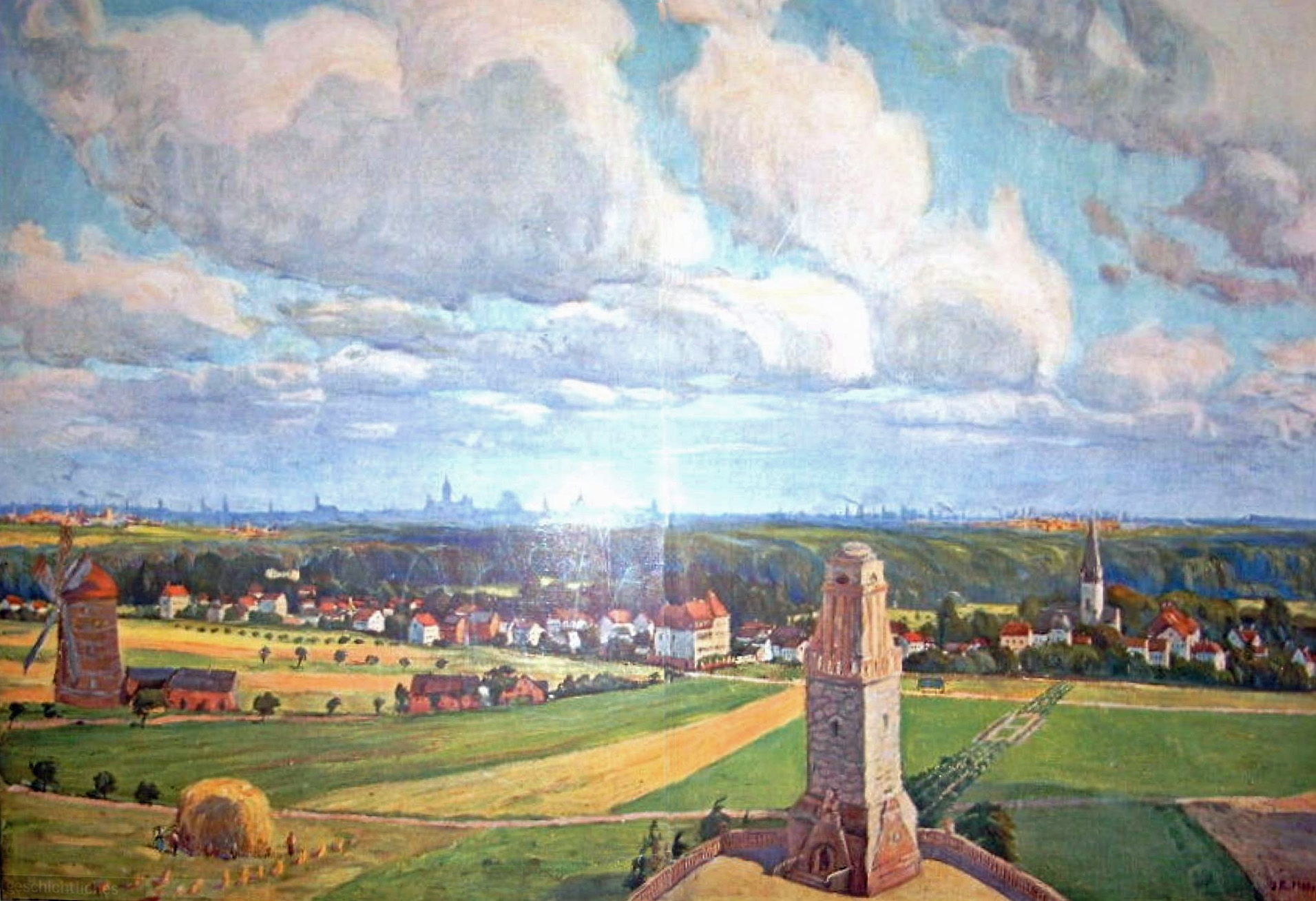
Rundblick über den geplanten Bismarckturm

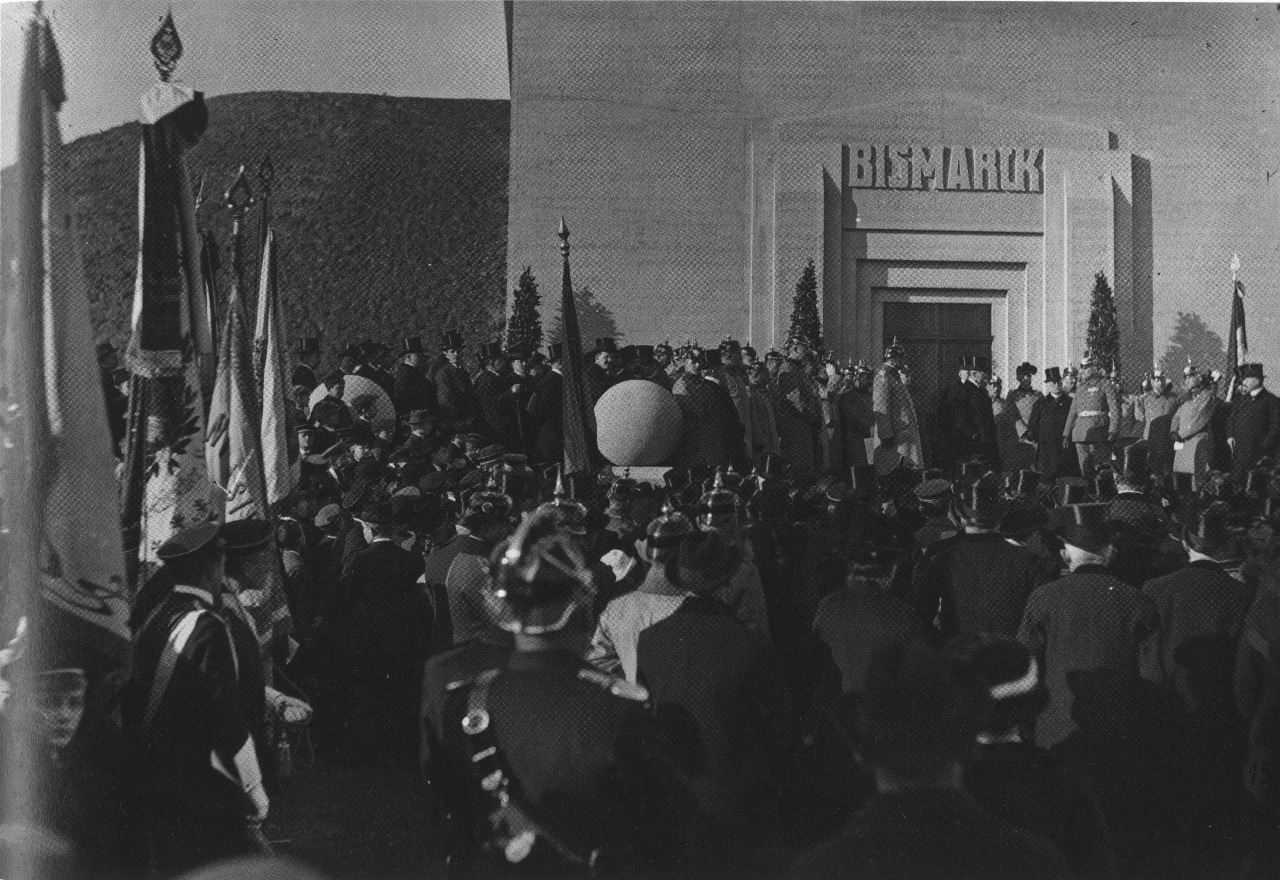
Bild der Einweihung des Turmes am 1. April 1915

Am 25. September 1913 gründeten Leipziger Bürger den ersten Bismarckturmverein E.V. Leipzig. Dieser hatte sich die Aufgabe gestellt, mit Hilfe von Spendengeldern zu Ehren Bismarcks einen Turm zu errichten.
Am 1. April 1914 wurde in einer feierlichen Zeremonie der Grundstein für den Bismarckturm auf dem von Otto Erler zur Verfügung gestellten Grundstück gelegt. Das Richtfest am 13. September fiel aufgrund der ernsten Zeiten des Ersten Weltkriegs entsprechend ernst aus. Am 1. April 1915 konnte der Turm schließlich eingeweiht und in Schutz und Pflege der Stadt Leipzig übergeben werden.
Bereits am Ende des ersten Jahres konnten über 32.000 Besucher gezählt werden.
Der erste Bismarckturm-Verein erlosch am 20. März 1939 nach beendeter Liquidation.
Eine von Willmar Schwabe gestiftete Bronzebüste Otto von Bismarcks befand sich auf einem Marmorsockel gegenüber dem Turmeingang. Nach dem Zweiten Weltkrieg wurde die Büste gestohlen. Eine vom Leipziger Künstler Dietmar Lenz neu geschaffene Büste aus Gussbeton wurde zu Bismarcks 200. Geburtstag am 1. April 2015 aufgestellt. Sie befindet sich vor einer mattierten Glasplatte mit den Namen der 25 Bundesglieder des durch Bismarck initiierten Deutschen Reichs.

## Die Krim-Linden-Allee

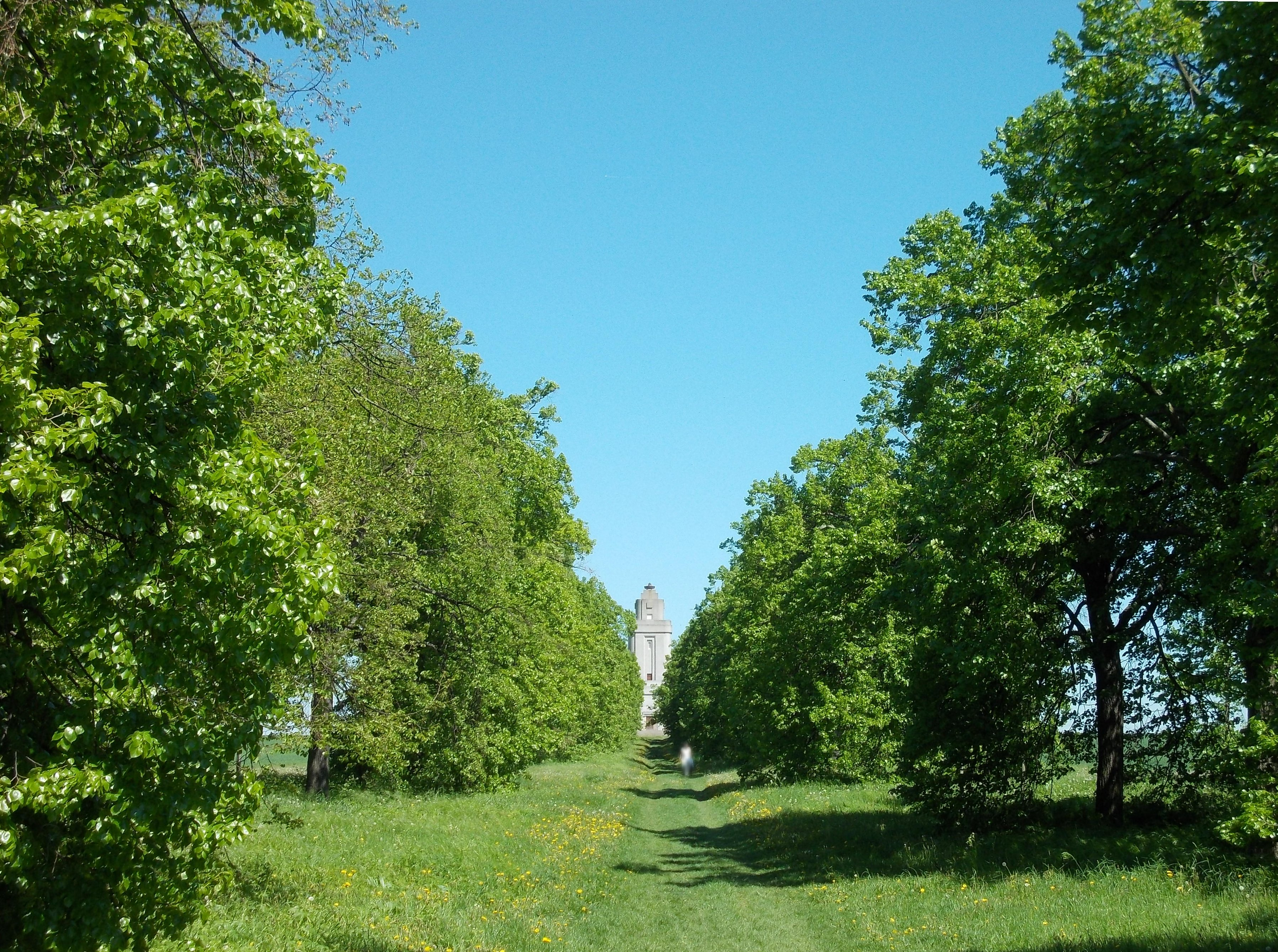
Krim-Linden-Allee

Als direkte Sichtachse vor dem Turm dienen 100 Krim-Linden (Tilia × euchlora K.Koch). Die markante, 1914/15 gepflanzte Linden-Allee steht wegen ihrer historischen Bedeutung und ihrer besonderen landschaftstypischen Schönheit seit 1973 als Naturdenkmal (ND 166) unter besonderem Schutz der Leipziger Naturschutzbehörde. Darüber hinaus haben die Linden besondere kulturhistorische Bedeutung für die Umgebung, kommt doch der Name Leipzig aus dem Altsorbischen („lipa“: die Linde, „lipz“: Lindenort).

## Der Bismarckturm-Verein Lützschena-Stahmelne.V.
Am 10. Januar 1997 gründeten 23 Bürger den gemeinnützigen Bismarckturm-Verein Lützschena-Stahmeln e. V. Das Vereinsstatut stellt die Förderung der Traditionspflege, Landschaftspflege, Wanderfreudigkeit und Umweltschutz in den Vordergrund der Aufgaben. Dazu sind vorgesehen: „Herausgabe einer informativen Broschüre und anderer populärwissenschaftlicher Literatur über die Geschichte des Turmes und des angrenzenden Wandergebiets; eigene Durchführung von Turmbesteigungen für Reisegesellschaften und Wandergruppen; Veröffentlichung informativer und allgemein interessierender Beiträge in den Medien.“

## Der Bismarckturm heute

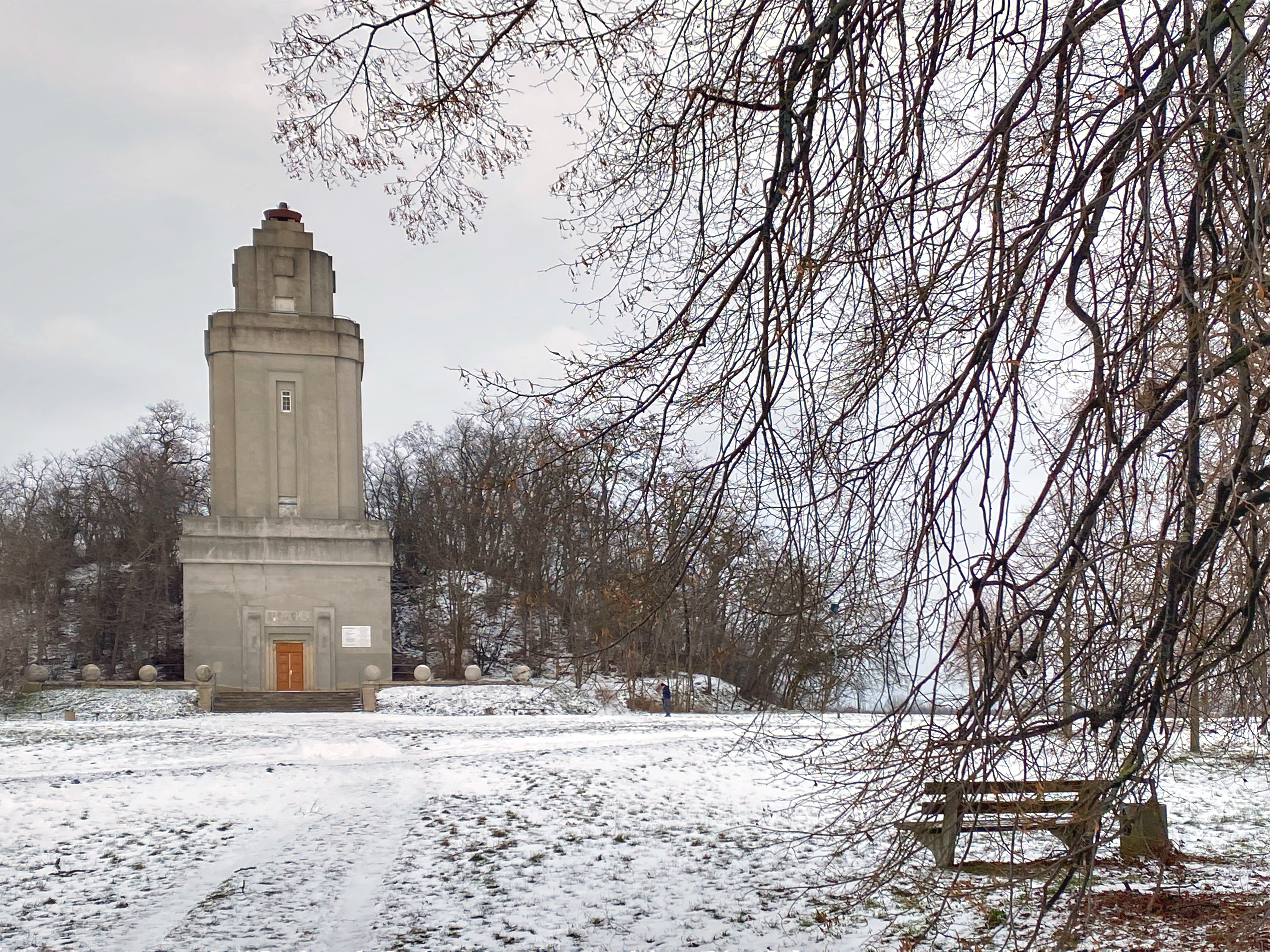
Bismarckturm im Januar 2021

### Öffnung
Seit dem 2. März 1997 ist der Bismarckturm wieder der Öffentlichkeit zugänglich. Vereinsmitglieder organisieren die Öffnungszeiten ehrenamtlich.

### Veranstaltungen
Seit 1996 findet alljährlich am 24. Juni (Johannistag) eine Sonnenwendfeier statt. Dabei spielen Leipziger Bands, ein großes Feuer wird auf der Freifläche vor dem Turm entfacht, und die Feuerschale auf dem Turm wird entfacht.
Im Jahr 2000 organisierte der Bismarckturm-Verein zusammen mit dem SV Sternburg Lützschena-Stahmeln den ersten Crosslauf „Rund um den Bismarckturm“. Dieser findet seitdem jährlich mit wachsender Teilnehmerzahl statt. Seit 2005 ist er als Stadtranglistenlauf im Laufkalender der Stadt Leipzig eingetragen.
Die Villa Musenkuss organisiert seit 2005 ein jährliches Sängertreffen am Turm mit Auftritten verschiedener lokaler Chöre sowie im Dezember ein Adventskonzert.
Zum Tag des offenen Denkmals am zweiten Sonntag im September gibt traditionell der Chor art Kapella des Schkeuditzer soziokulturellen Zentrums Villa Musenkuss e. V. ein Konzert im Turm. Seit 2009 findet jedes Jahr am zweiten Septemberwochenende ein Drachenfest statt.